# Gulstrupig glansgök
Gulstrupig glansgök (Chrysococcyx flavigularis) är en fågel i familjen gökar inom ordningen gökfåglar.

## Utbredning och systematik
Fågelns utbredningsområde är från Sierra Leone till södra Kamerun, västra Sydsudan, västra Uganda och östra Demokratiska republiken Kongo. Den behandlas som monotypisk, det vill säga att den inte delas in i några underarter.

## Status
IUCN kategoriserar arten som livskraftig.